# Jüdischer Friedhof Steinbach am Glan

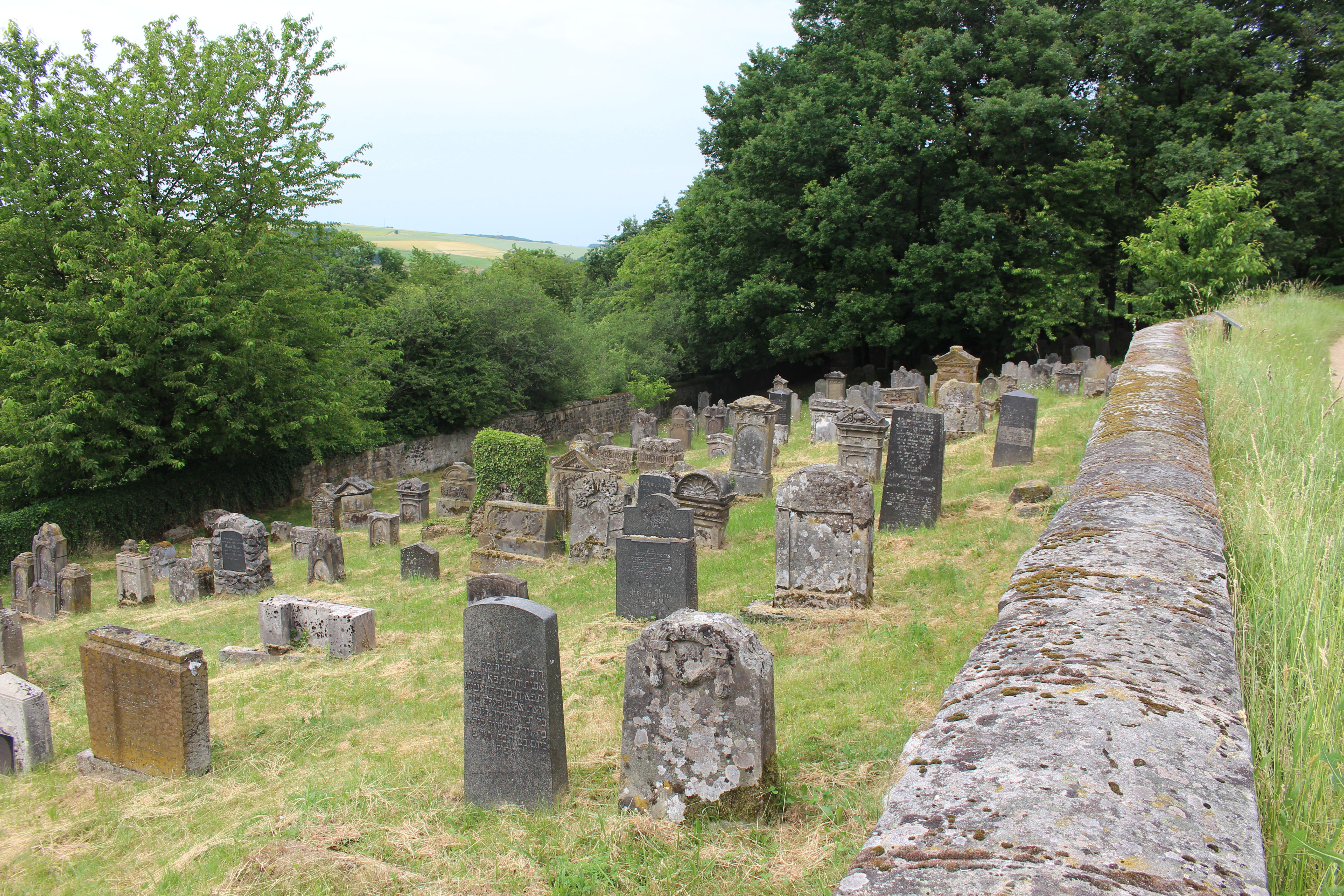
Jüdischer Friedhof bei Steinbach

Der jüdische Friedhof Steinbach am Glan ist ein Friedhof in der Ortsgemeinde Steinbach am Glan im Landkreis Kusel in Rheinland-Pfalz. Er steht als Kulturdenkmal unter Denkmalschutz.
Der jüdische Friedhof liegt nordöstlich des Ortes, südlich des Henschbaches und der B 423.
Auf dem 1940 m² großen Friedhof, einem von einer Bruchsteinmauer umgebenen Areal, das von 1826 bis 1938 belegt wurde, befinden sich 232 Grabsteine. Im Jahr 1891 wurde der ursprünglich 580 m² große Friedhof um eine Fläche von 1360 m² erweitert. Vor Anlegung eines eigenen Begräbnisplatzes wurden die Juden aus Steinbach auf dem Friedhof in Gries bestattet.
Im Jahr 1935 (NS-Zeit) erstmals und dann seit 1979 noch dreimal wurde der Friedhof geschändet.